# 紀元前607年
紀元前607年（きげんぜん607ねん）は、西暦（ローマ暦）による年。紀元前1世紀の共和政ローマ末期以降の古代ローマにおいては、ローマ建国紀元147年として知られていた。紀年法として西暦（キリスト紀元）がヨーロッパで広く普及した中世時代初期以降、この年は紀元前607年と表記されるのが一般的となった。

## 他の紀年法
- 干支 : 甲寅
- 日本
  - 皇紀54年
  - 神武天皇54年
- 中国
  - 周 - 匡王6年
  - 魯 - 宣公2年
  - 斉 - 恵公2年
  - 晋 - 霊公14年
  - 秦 - 共公2年
  - 楚 - 荘王7年
  - 宋 - 文公4年
  - 衛 - 成公28年
  - 陳 - 霊公7年
  - 蔡 - 文侯5年
  - 曹 - 文公11年
  - 鄭 - 穆公21年
  - 燕 - 桓公11年
- 朝鮮
  - 檀紀1727年
- ユダヤ暦 : 3154年 - 3155年

## できごと

### 中国
- 宋の華元率いる軍と鄭の子家（公子帰生）率いる軍とが大棘で会戦し、宋軍が敗れて華元が捕らえられた。
- 秦軍が晋に侵入し、焦を包囲した。趙盾が焦を救援した。
- 晋の趙盾が宋・衛・陳の諸侯の軍を率いて鄭に侵攻した。
- 晋の趙穿が霊公を殺害した。太史の董狐は「趙盾、その君を弑す」と記録した。

## 死去
- 周の匡王
- 晋の霊公